# Dresden-Teplitzer Poststraße

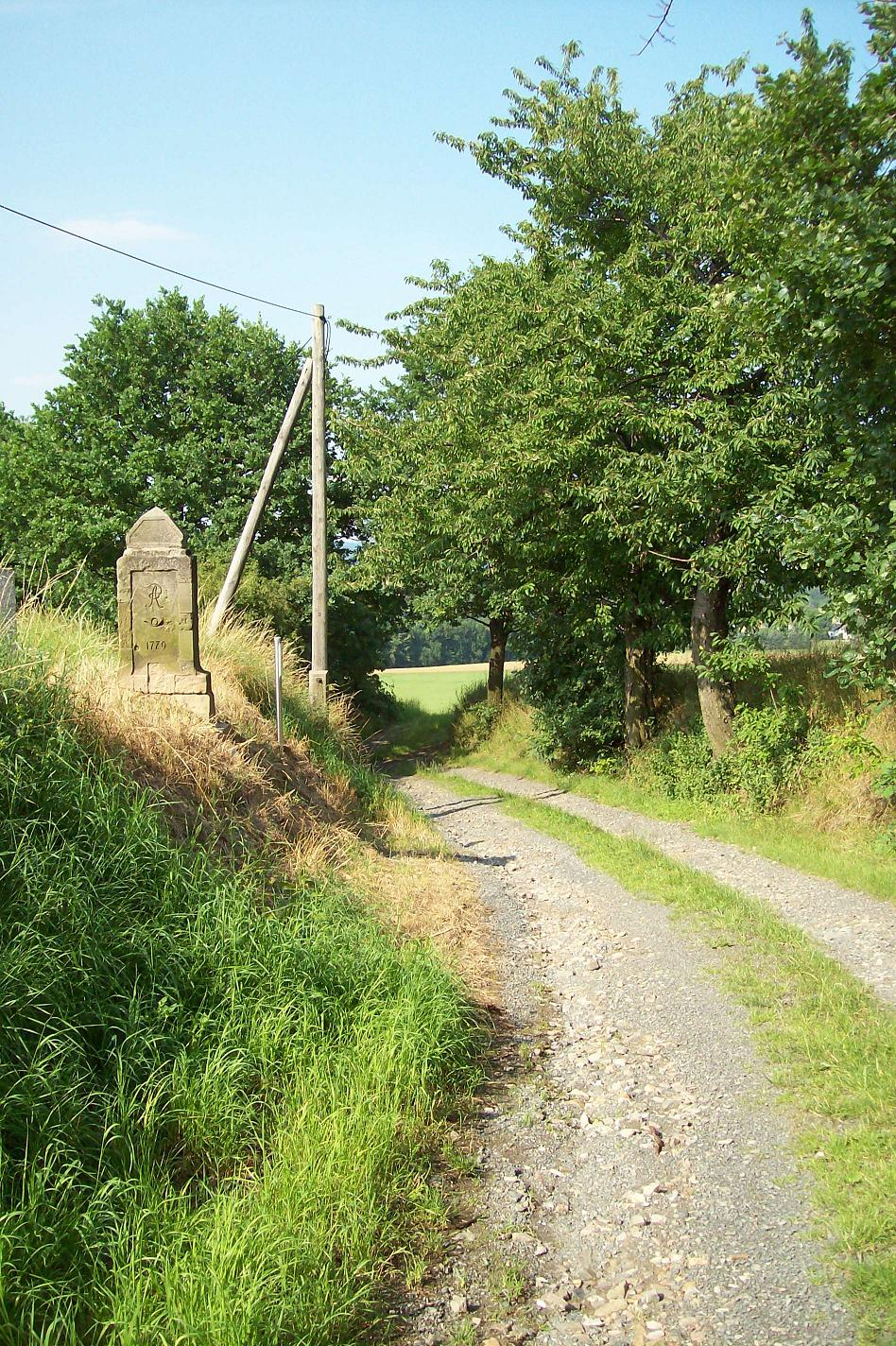
Abschnitt der Alten Dresden-Teplitzer Poststraße bei Niederseidewitz

Die Alte und Neue Dresden-Teplitzer Poststraße gehören zu den Erzgebirgspässen und bildeten einen Teil des als Kulmer Steig bekannt gewordenen alten Wegesystems, das vom Dresdner Elbtal aus über das Osterzgebirge nach Böhmen führte. Heute gilt die Alte Dresden-Teplitzer Poststraße in ihrem sächsischen Abschnitt als die am vollständigsten mit erhaltenen Postmeilensäulen besetzte historische Verkehrsverbindung.

## Verlauf

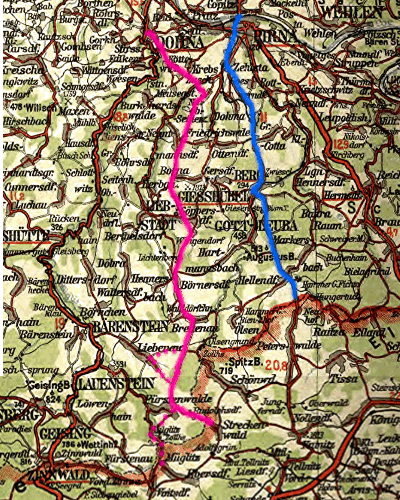
Alte (pink) und Neue (blau) Dresden-Teplitzer Poststraße

Die Wegführung beider Straßen begann in Dresden am Pirnaischen Tor, dem heutigen Pirnaischen Platz. Die Strecke führte über die Pirnaische Straße am Großen Garten vorbei nach Strehlen.
Die Alte Dresden-Teplitzer Poststraße verlief ab dem Strehlener Ortskern Altstrehlen weiter stadtauswärts entlang der Dohnaer Straße. Somit ist ihr Verlauf im Dresdner Stadtgebiet über weite Abschnitte mit der heutigen Staatsstraße 172 (ehemalige Bundesstraße 172) identisch. Zwischen Lockwitz und Kleinluga verlässt die S 172 die alte Poststraßentrasse, die als Alte Landstraße den Maltengraben überbrückt und anschließend als Lockwitzer Straße über den Lugberg nach Dohna weiterführt. Die Strecke führte von hier aus über Köttewitz, Niederseidewitz, Nentmannsdorf, Göppersdorf, Börnersdorf, Breitenau und Fürstenwalde zur böhmischen Grenze. In Böhmen führte sie zunächst weiter über die Kammhochfläche bei Ebersdorf (Habartice) zum Geiersberger Pass, um dann talwärts an der Geiersburg (Kyšperk) vorbei über das Kloster Mariaschein (Bohosudov) und Soborten (Sobědruhy) nach Teplitz (Teplice) zu führen.
Die Neue Dresden-Teplitzer Poststraße führte von Dresden aus direkt nach Pirna und von hier über Zehista, Cotta, Berggießhübel, Gottleuba und Hellendorf bis zum heutigen Grenzübergang Bahratal. Hier erreichte die Straße über Peterswald (Petrovice) den auf 680 m ü. NN gelegenen Nollendorfer Pass, von dem aus der Gebirgsabstieg über Tellnitz (Telnice) und Kulm (Chlumec u Chabařovic) nach Teplitz  (Teplice) erfolgte.

## Geschichte

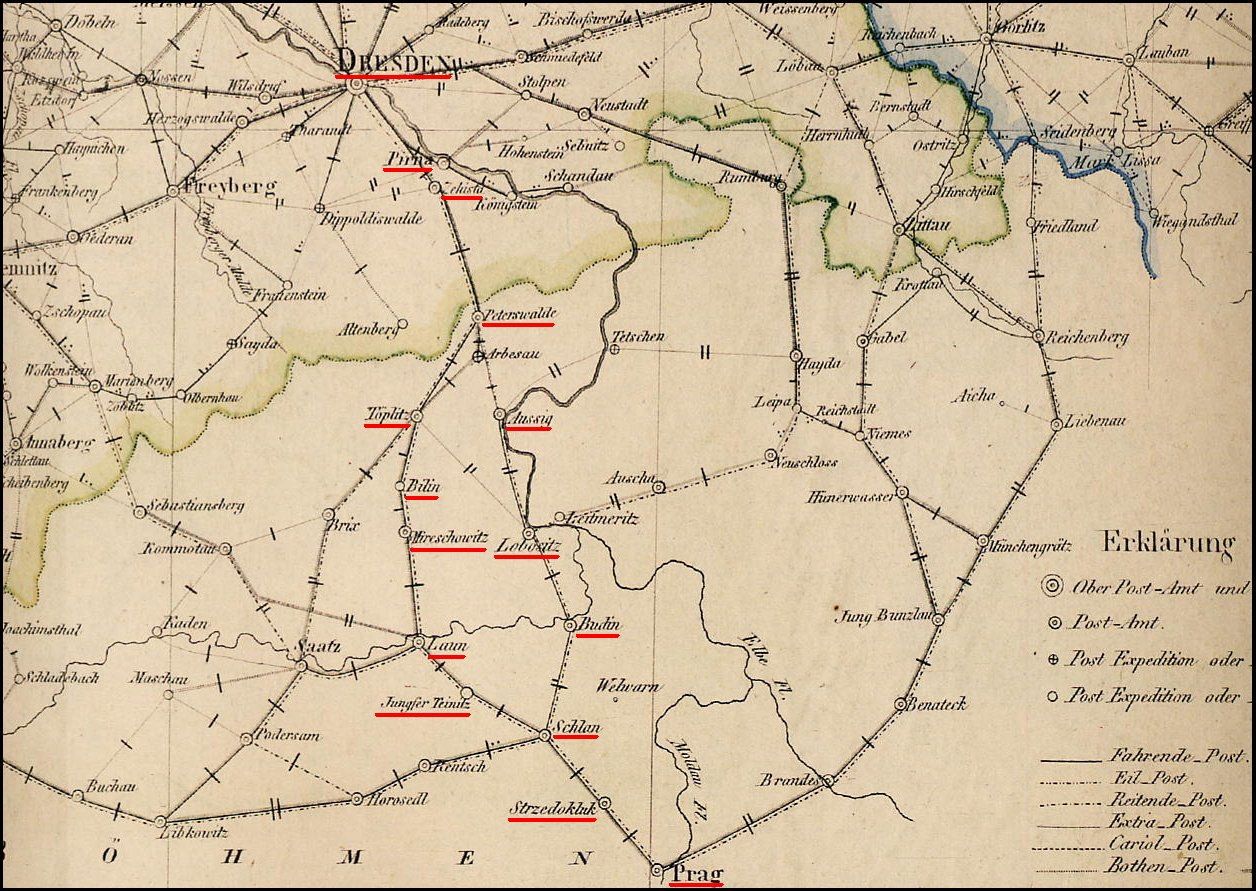
Die Postverbindung Dresden – Prag (Neue Dresden-Teplitzer Poststraße) auf einer Karte aus dem Jahr 1825

Landstraßen wie diese beiden Poststraßen sind als Verbindungsstraßen zwischen den Ländern im Mittelalter entstanden. Sie nutzen sehr häufig Verbindungen, die schon in Frühzeiten des Handels durch Händler und Reisende zu Fuß, zu Pferde oder mit Kutschen genutzt wurden. Dabei wurden die landschaftlich günstigsten Strecken ausgewählt, insbesondere, wenn es um die Querung von Flüssen und Gebirgen ging.
Zuerst führte die Salzstraße als Handelsweg über das Erzgebirge von Prag nach Halle (Saale). Sie ging durch Teplitz und auf der alten Poststraße, die sich am Kulmer Steig orientierte, über den Geiersberg, vorbei am „Goldammerkreuz“ nach Ebersdorf und von dort zum „Schwarzen Kreuz“ (beide vor 1785 errichtet), nach Müglitz und weiter nach Sachsen.
Es entstand so ein Straßensystem, welches je nach Teilziel unterschiedliche Verzweigungen aufweist. Neben den bereits genannten Poststraßen sind im Mittel- und Osterzgebirgischen Bereich noch die Müglitztalstraße (verläuft im Tal der Müglitz von Dohna über Glashütte, Dittersdorf, Bärenstein, Lauenstein bis Geising) und die Kammstraße (zwischen Altenberg, Neuhermsdorf, Hermsdorf/Erzgeb., Reichenau, Hartmannsdorf, Frauenstein, Rechenberg-Bienenmühle und Holzhau) zu erwähnen.
Die Straßen wurden in der Folgezeit weiter ausgebaut. Ab 1803 wurde damit begonnen, die Verbindung von Teplitz bis nach Prag zu führen, ab 1810 erfolgte der grundlegende Ausbau der neuen Dresden-Teplitzer Poststraße.
Mit der Industrialisierung setzte ab der Mitte des 19. Jahrhunderts ein deutlicher Bedeutungswandel der beiden Poststraßen ein. Der Verkehr verlagerte sich einerseits von den Höhenstraßen zu den neuerbauten Talstraßen. So wurde der bis dahin recht bedeutungslose Gebirgsübergang bei Zinnwald durch den Bau der Müglitztalstraße (ab 1846) und den Ausbau der Verbindung Dresden–Dippoldiswalde–Schmiedeberg–Altenberg (ab 1842) aufgewertet, während die benachbarte Alte Dresden-Teplitzer Poststraße über den Pass an der Geiersburg (Kyšperk) verödete und der Grenzübergang nahe Fürstenwalde 1860 geschlossen wurde.
Mit dem Bau der Dresden-Bodenbacher Eisenbahn (1848/51) ging auch die Bedeutung der Neuen Dresden-Teplitzer Poststraße als überregionale Verbindung zurück, allerdings verlief der Bedeutungsverlust nicht so drastisch wie bei der Alten Dresden-Teplitzer Poststraße.

## Kennzeichnung
Die vom sächsischen Kurfürsten August dem Starken zu Beginn des 18. Jahrhunderts forcierten Bemühungen zur Förderung des Post- und Verkehrswesens setzten die Vermessung und Kartierung des Straßensystems in Sachsen voraus. Mit dieser Arbeit wurde ab 1712 der später zum kursächsischen Land- und Grenzkommissar ernannte Adam Friedrich Zürner (1679–1742) betraut. Im Ergebnis seiner mehrjährigen Landesvermessung befahl der Kurfürst 1721 die Markierung aller wichtigen Straßen und Postverbindungen mittels steinerner Postsäulen. Sowohl die vor den Stadttoren und auf den Marktplätzen aufgestellten Distanzsäulen als auch die am Straßenrand errichteten Ganz- und Halbmeilensteine zeigten die Entfernungen nach den nächsten auf der Postroute gelegenen wichtigen Orten an. Die Viertelmeilensteine markierten zusätzlich den Straßenverlauf.

### Neue Dresden-Teplitzer Poststraße

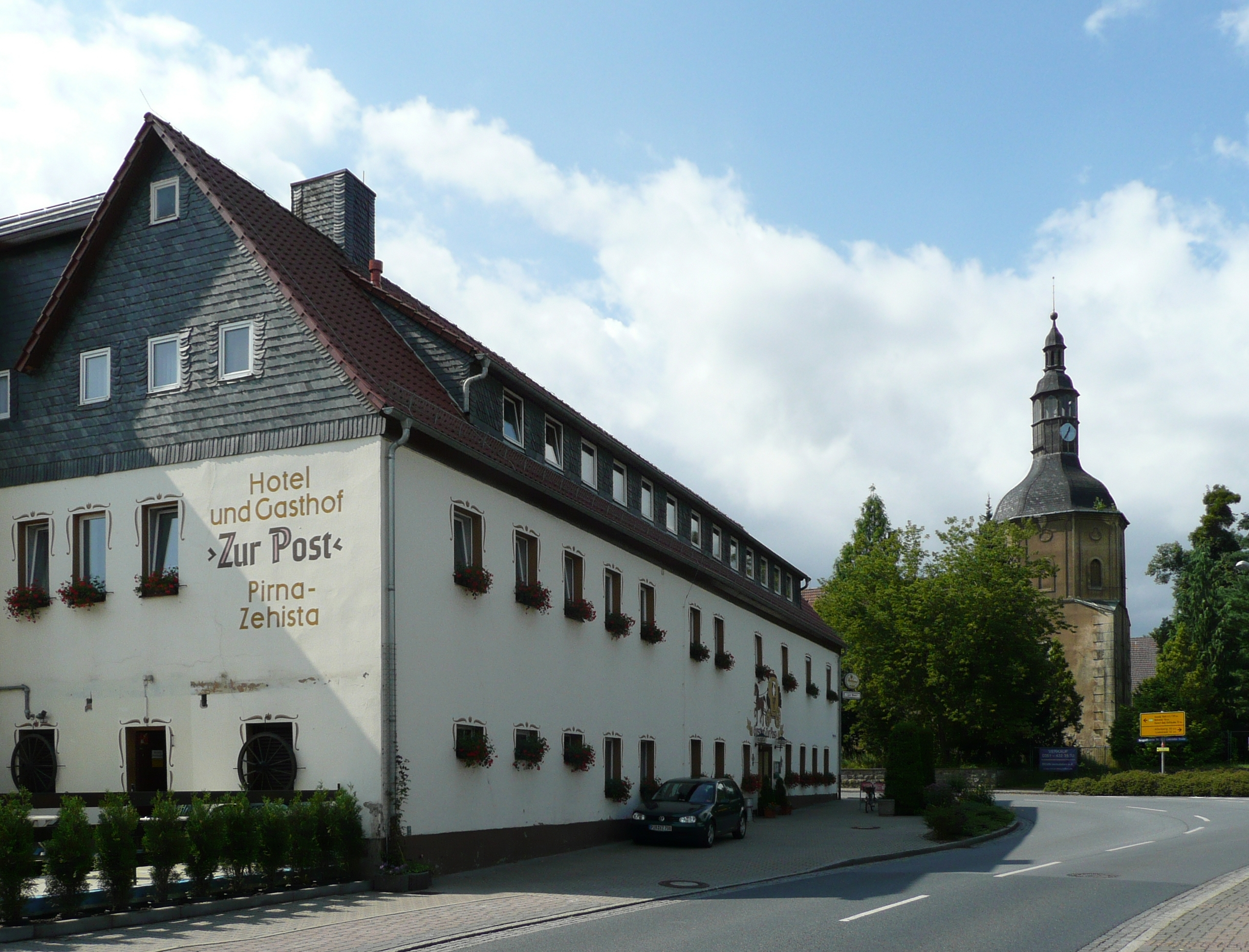
Gasthof „Zur Post“ in Zehista, zwischen 1693 und 1827 erste Poststation auf dem Weg von Dresden nach Prag

Die Neue Dresden-Teplitzer Poststraße wurde wahrscheinlich bereits 1722, und damit drei Jahre vor der Alten Dresden-Teplitzer Poststraße, von Zürner vermessen. Im Vergleich beider Straßen spricht dies für die höhere Bedeutung des über Peterswald (Petrovice) und den Nollendorfer Pass nach Böhmen führenden Weges. Bereits ab 1723 erfolgte die Markierung der Verbindung mittels Ganz- und Halbmeilensäulen sowie Viertelmeilensteinen. In Berggießhübel und Bad Gottleuba wurden Postmeilensäulen errichtet. Diese beiden Säulen sind heute die einzigen noch vorhandenen Wegmarken aus der Zeit Zürners. Alle anderen Säulen und Steine fielen wahrscheinlich dem ab 1810 einsetzenden Ausbau der Straße zum Opfer. Die entlang der Straße heute noch erhaltenen königlich-sächsischen Meilensteine nahe Dohma bzw. Cotta beziehen sich bereits auf die 1840 eingeführte neue Meilenlänge. Die Grenzsäule am Rundteil in Bahratal stellt eine Besonderheit dar. Sie weist zwar noch die Entfernungsangaben wie zu Zürners Zeiten in Wegstunden auf, eingemeißelt ist aber die Jahreszahl 1820. Die Säule ist aber nachweislich wesentlich früher gesetzt worden, denn sie ist auf einem 1784 aufgenommenen Meilenblatt bereits als „Grenz-Säule“ vermerkt.

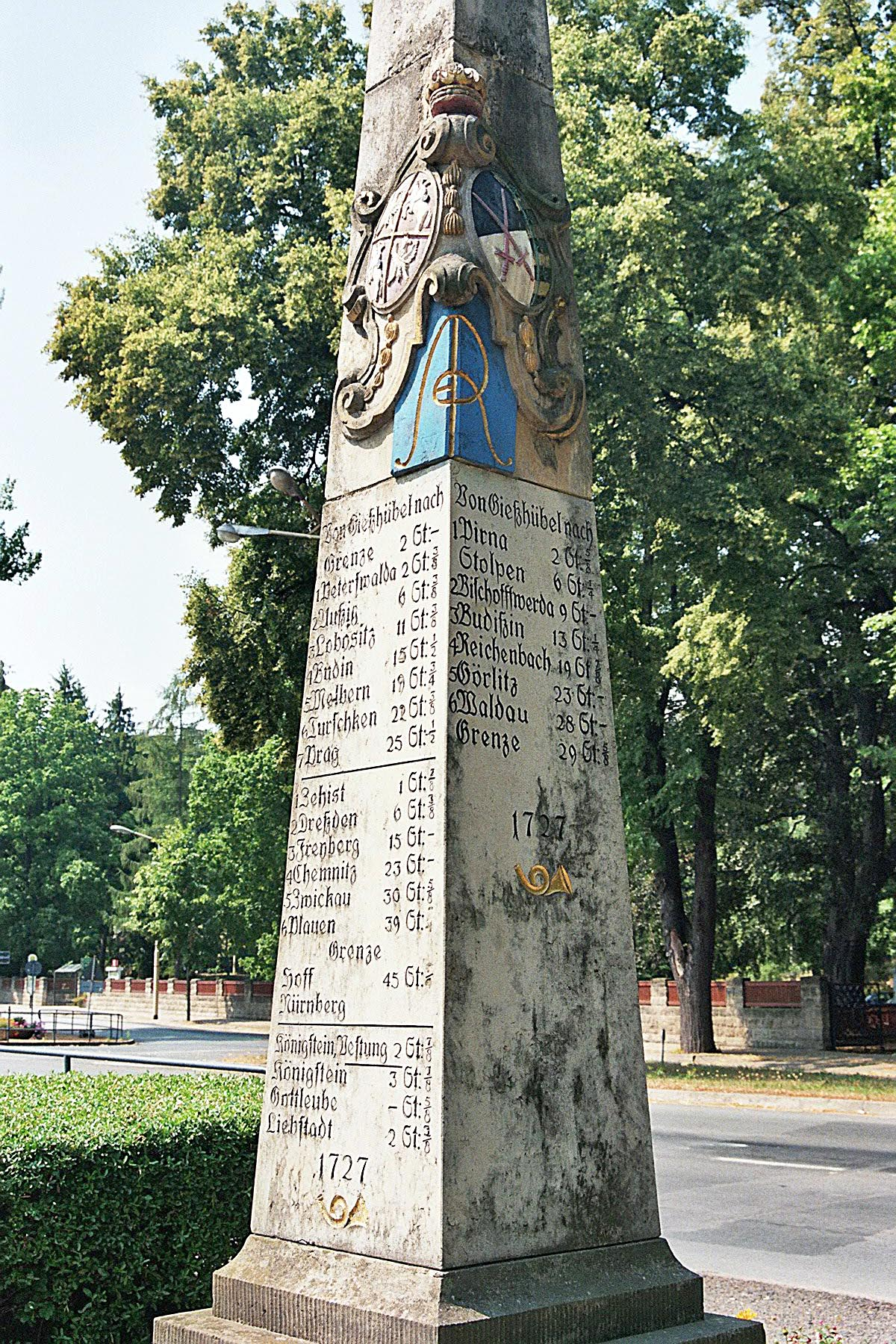
Wappen und Distanzblock der Kursächsischen Distanzsäule Berggießhübel
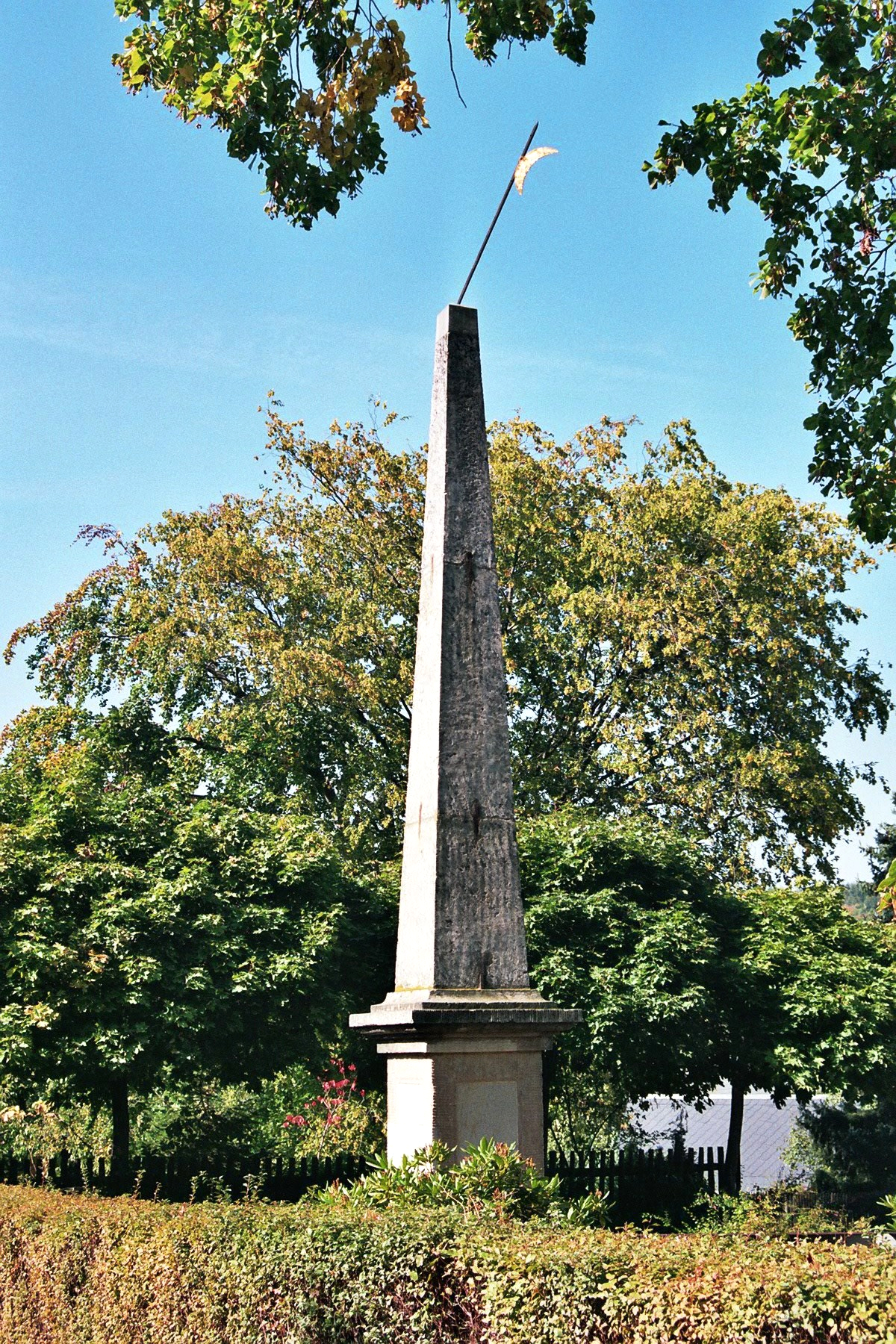
Prinzessinsäule Berggießhübel
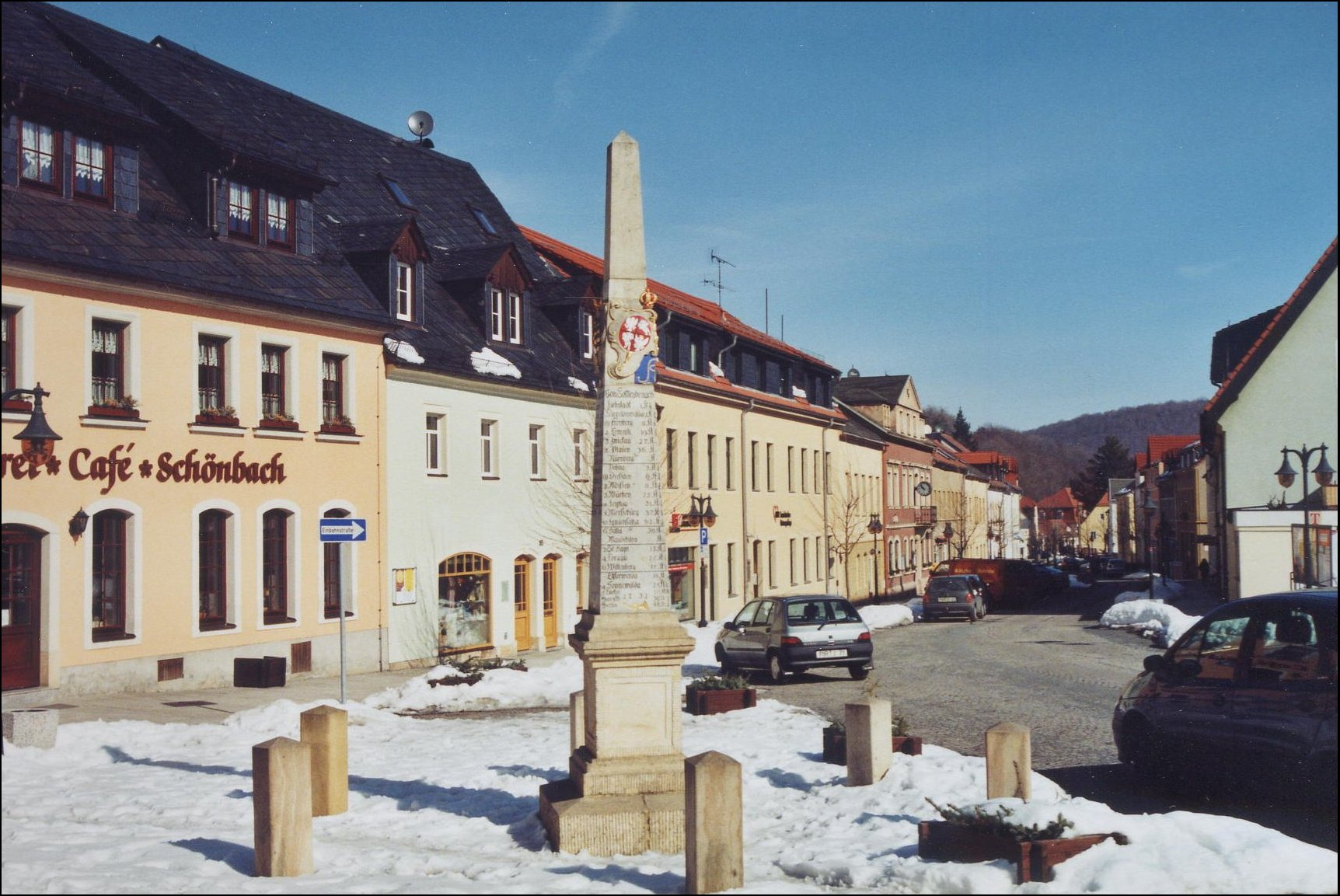
Kursächsische Distanzsäule Bad Gottleuba
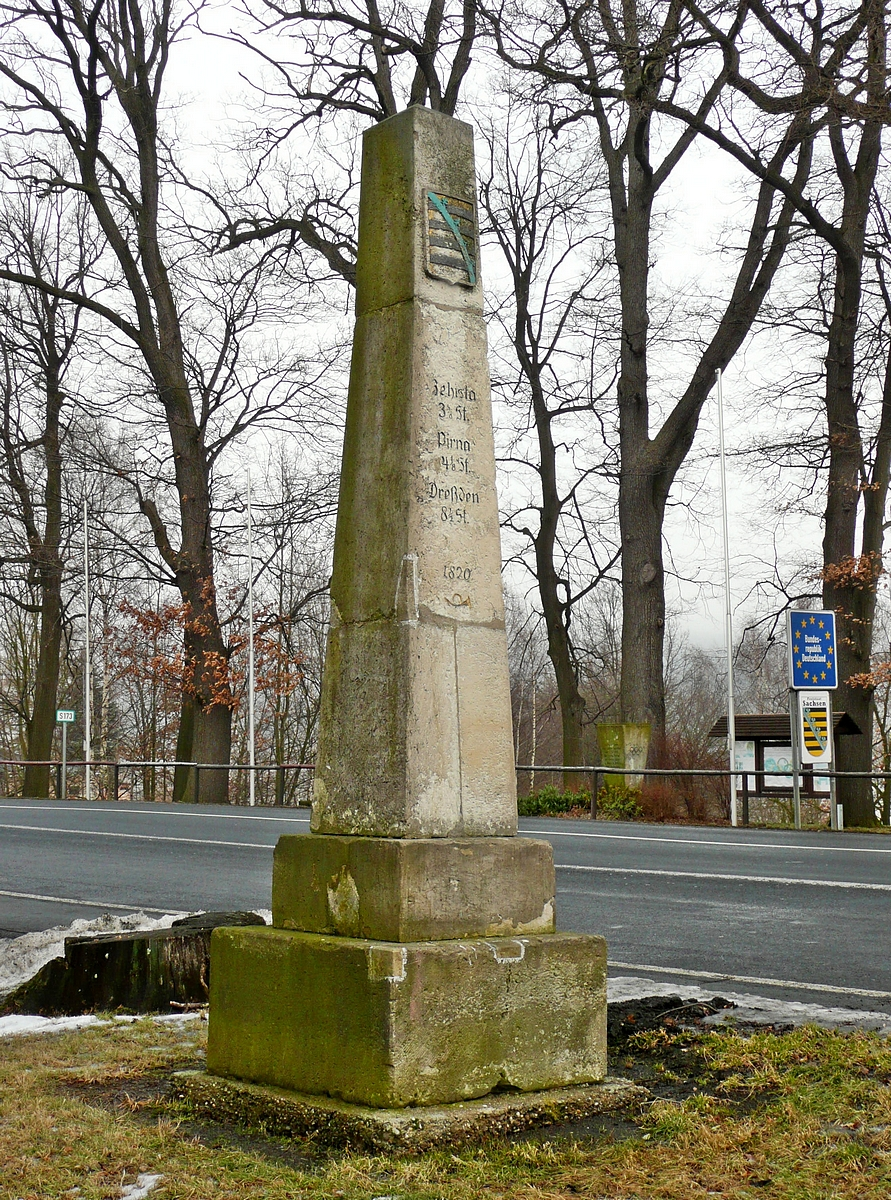
Grenzsäule am Rundteil in Bahratal

### Alte Dresden-Teplitzer Poststraße
Die Alte Dresden-Teplitzer Poststraße vermaß Zürner 1725. Vier Jahre später begann die Aufstellung der Säulen und Meilensteine zwischen Dresden und der sächsisch-böhmischen Grenze. Bis 1732 wurden entlang der Straße 19 solcher Markierungen gesetzt. Davon sind heute beginnend und inklusive der Distanzsäule in Dohna bis zur Landesgrenze wieder lückenlos alle 14 Steine zu finden. Damit ist die Alte Dresden-Teplitzer Poststraße in ihrem sächsischen Abschnitt die am vollständigsten mit Postmeilensäulen und Meilensteinen besetzte historische Verkehrsverbindung. Ihre Wegmarkierungen und folgende sechs Teilstücke original erhaltener Wegabschnitte stehen mittlerweile unter Denkmalschutz:
- Hohlweg an der Eulmühle bei Niederseidewitz
- Feldweg am Erlichtteich bei Göppersdorf
- Feldweg zwischen Göppersdorf und Börnersdorf
- Forstweg durch den Harthewald zwischen Breitenau und Fürstenwalde
- Feldweg zum Schwarzen Kreuz bei Fürstenwalde

Während der Verlust der einstmals zwischen Dresden und Dohna befindlichen Distanzsäulen und Meilensteine wohl vor allem dem städtebaulichen Wachstum im oberen Elbtal zuzuschreiben ist, sind die Verluste der ehemals noch zwischen Dohna und der Grenze vorhandenen Markierungen wohl mehr auf Kriegshandlungen und/oder land- und forstwirtschaftliche Maßnahmen zurückzuführen.
Entlang der Alten Dresden-Teplitzer Poststraße sind heute noch folgende Distanz-, Ganzmeilen-, Halbmeilensäulen und Viertelmeilensteine vorhanden:
- Dohna: Auf dem Markt befindet sich eine Postmeilensäule aus dem Jahr 1732. Sie markiert den Beginn des Anstieges der Alten Dresden-Teplitzer Poststraße auf die Höhen des Osterzgebirges. An der Straße in Richtung Köttewitz steht der Viertelmeilenstein Nr. 7 aus dem Jahr 1732. Dieser erste auf der Poststraße noch erhaltene Meilenstein wurde nach 1910 ergänzt und 1956 restauriert.
- Meusegast: Am Rand der von Köttewitz nach dem Seidewitztal führenden Straße steht unterhalb von Meusegast der Ganzmeilenstein Nr. 8 aus dem Jahr 1729. Er wurde zuletzt 1997 restauriert und etwas von der Straße zurückgesetzt. Während der Bauarbeiten an der unmittelbar benachbarten A 17 war die Säule längere Zeit von einem Holzkorsett umgeben und wurde so gegen mögliche Beschädigungen geschützt. Die ehemalige Spitze der Säule befindet sich im Osterzgebirgsmuseum Schloss Lauenstein.
- Niederseidewitz: Am Hang des schmalen Hohlweges, der vom Seidewitztal an der Eulmühle vorbei die Hochfläche zwischen Seidewitz und Bahra erklimmt, befindet sich vor dem Ortseingang von Niederseidewitz der Viertelmeilenstein Nr. 9 aus dem Jahr 1729. Er wurde 1965 wieder aufgestellt und 1983 repariert sowie 2012 wieder original gedreht, gesichert und neu aufgestellt.
- Nentmannsdorf: Die Halbmeilensäule Nr. 10 aus dem Jahr 1729 befindet sich vor dem Ortseingang. Sie wurde 1968 nach Ergänzung von Kopfstück und Sockel wieder aufgestellt, nachdem ihr Schaftstück ein Jahr vorher bei Straßenbauarbeiten ausgegraben wurde. Nach einem Unfall wurde die Säule eingelagert und im Zuge des Baus der A 17 Dresden-Prag der Standort überbaut. Dabei gingen der Sockel und das Fundament verloren. Die Säule wurde im Auftrag der DEGES rekonstruiert und 2012 in der Nähe an einer Bushaltestelle wieder aufgestellt.[2]
- Göppersdorf: Nördlich des Dorfes befindet sich am Ehrlichtteich die aus dem Jahr 1729 stammende Ganzmeilensäule Nr. 12. Sie wurde 1965 aus Bruchstücken, die 1958 im Teich gefunden wurden, neu aufgestellt. Die Säule brach 1986 auseinander, wurde aber wieder aufgestellt. Ein nicht mehr verwendetes Originalteil befindet sich im Schloss Kuckuckstein in Liebstadt.
- Börnersdorf: Am nördlichen Ortseingang steht an der Straße nach Göppersdorf-Wingendorf die Halbmeilensäule Nr. 14 aus dem Jahr 1732. Sie wurde erst 1985 wiederentdeckt und 1989 aufgestellt. Nach der Abnahme der Einhausung im Zuge des Baus der A 17 stürzte die Säule um und zerbrach. Die Säule wurde im Auftrag der DEGES rekonstruiert und 2012 wieder aufgestellt.[3]  Am südlichen Ortsausgang in Richtung Breitenau findet sich der ebenfalls 1732 gesetzte Viertelmeilenstein Nr. 15. Im Jahr 1955 wurde dieser Stein von Schmierereien und Kratzern befreit und wieder in die originale Position rechtwinklig zur Straße gesetzt; 1978 erfolgte nach Beschädigungen infolge eines Verkehrsunfalls eine weitere Restaurierung.
- Breitenau: An der Straße von Breitenau nach Liebenau befindet sich eine Ganzmeilensäule aus dem Jahr 1732. Die Säule ist von Dresden aus gesehen der 16. Markierungsstein auf der Alten Dresden-Teplitzer Poststraße. 1889 erfolgte anlässlich des Wettinfestes (800 Jahre Wettiner als Herrscher der Markgrafschaft Meißen) eine Restaurierung, bei der die abgefallene Spitze wieder aufgesetzt und die Säule weiß gekalkt wurde. 1956 wurden Risse ausgebessert und die verwitternden Inschriften nachgehauen. Eine erneute Restaurierung erfolgte, nachdem die Säule 1985 bei einem Verkehrsunfall Beschädigungen erlitten hatte. Heute steht dort eine Nachbildung und das Original ist in der Breitenauer Kirche ausgestellt.
- Liebenau: Am Nordeingang des Waldstückes Harthewald befindet sich der 1732 aufgestellte Viertelmeilenstein Nr. 17. Er zeigt beidseitig ein kopfstehendes Posthorn. Der Stein zerbrach 1955, als ein Traktor anprallte, wurde aber im gleichen Jahr durch die Bildhauerfirma Kajer aus Berggießhübel wieder in Stand gesetzt und erneut aufgestellt. Bei dem heutigen Stein handelt es sich um eine Kopie. Das Original befindet sich im Osterzgebirgsmuseum Schloss Lauenstein.
- Fürstenwalde: An der von Liebenau kommenden Straße steht die Halbmeilensäule Nr. 18 von 1729. Sie stürzte Anfang des 19. Jahrhunderts um. Nachdem in den 1950er und 1960er Jahren Bruchstücke wiedergefunden worden waren, konnte die Säule 1967 neu aufgestellt werden. Sie war bis 2012 die letzte erhaltene Wegmarkierung vor der sächsisch-böhmischen Grenze.

Drei nicht mehr vorhandene Viertelmeilensteine bei Borna-Gersdorf (Standort an der Straße von Laurich nach Herbergen), Göppersdorf-Wingendorf (Standort an der Feldweg-Autobahnbrücke) und Fürstenwalde (Standort am Abzweig zum Schwarzen Kreuz) einschließlich der Erläuterungstafeln neben allen Kursächsischen Postmeilensäulen von Dohna bis Fürstenwalde wurden bis 11. Juni 2012 als Restleistung der DEGES lt. Planfeststellungsbeschluss zur Bundesautobahn 17 angefertigt bzw. aufgestellt.

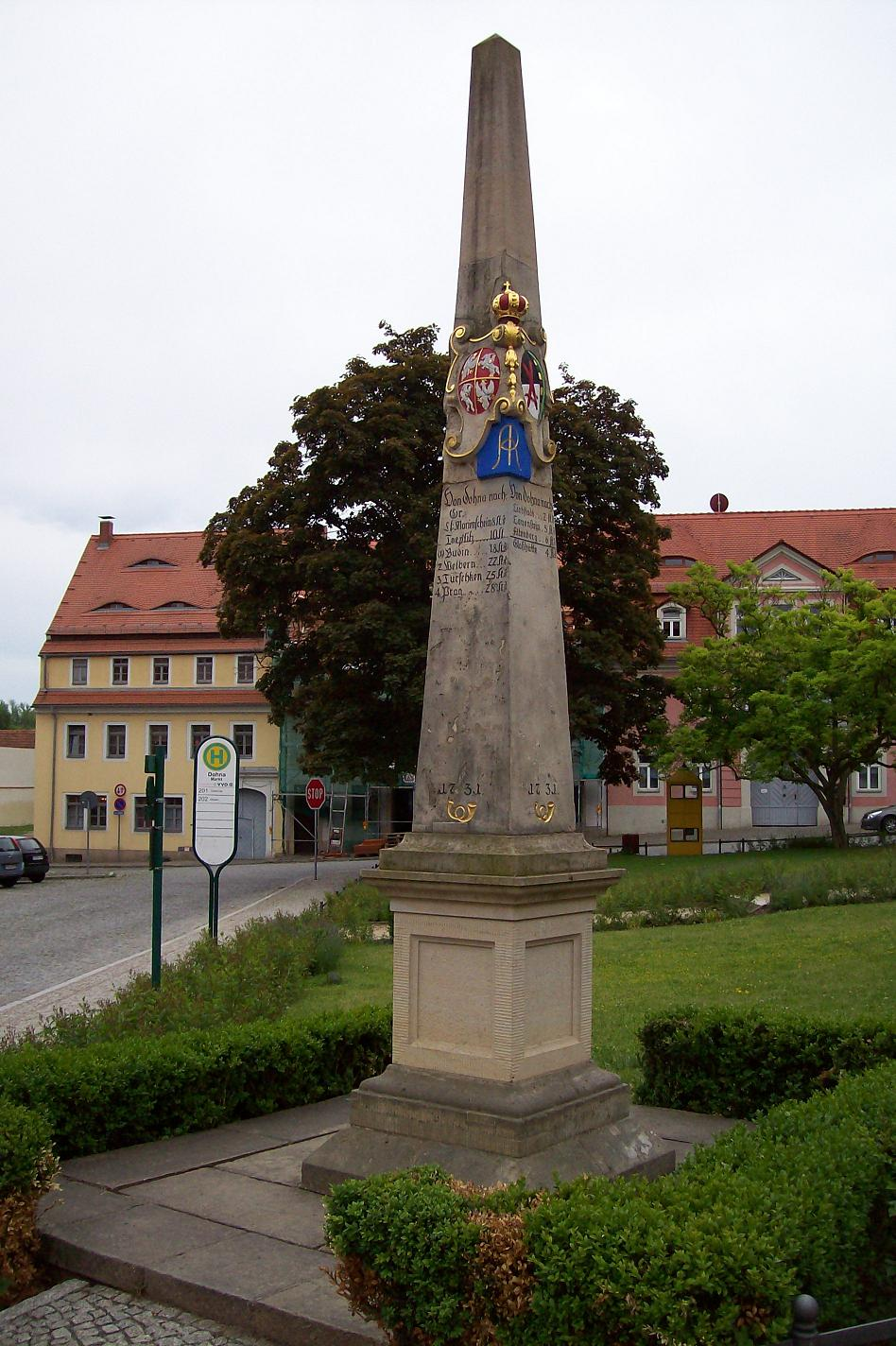
Distanzsäule auf dem Markt in Dohna
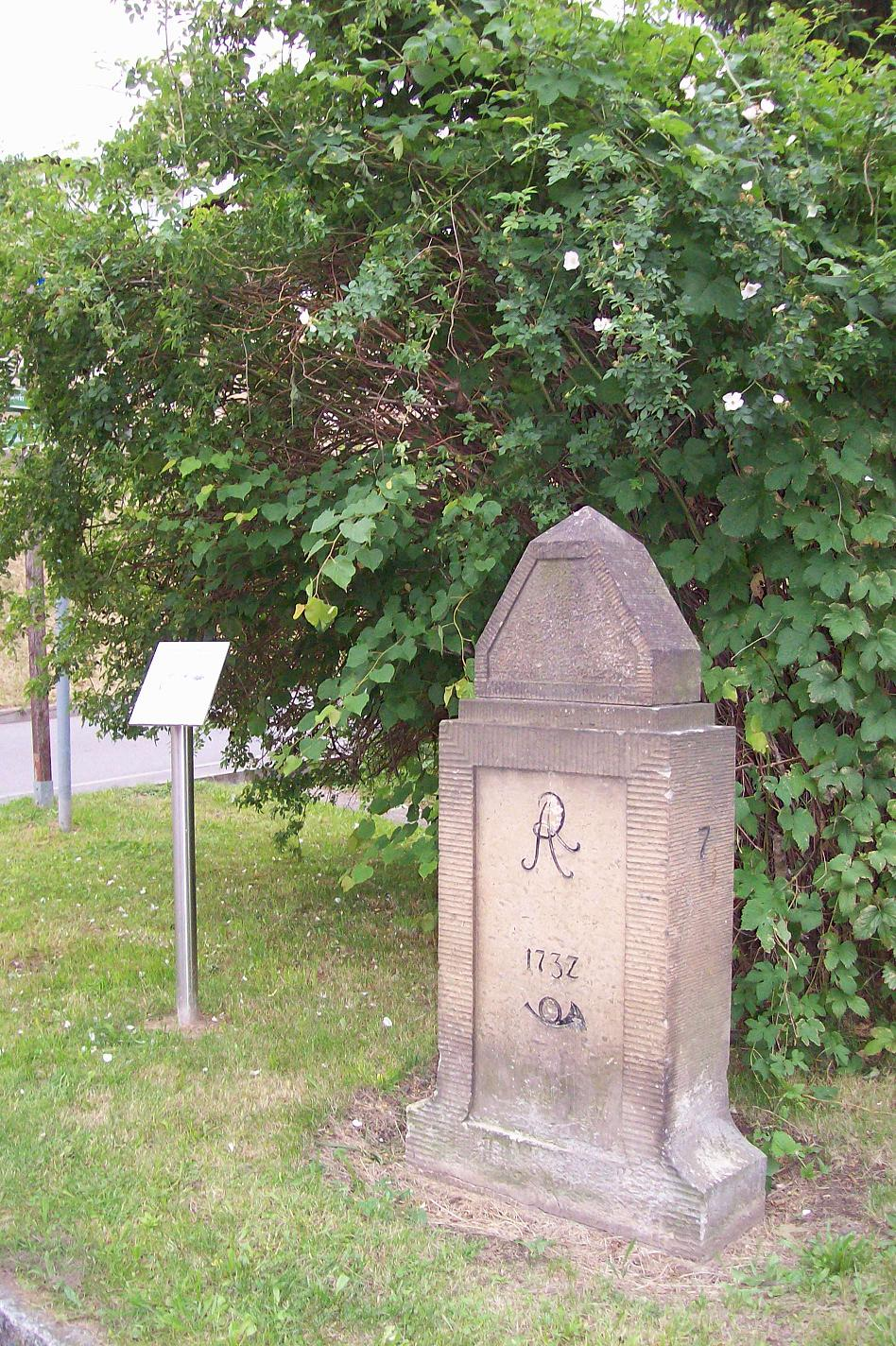
Viertelmeilenstein Nr. 7 in Dohna
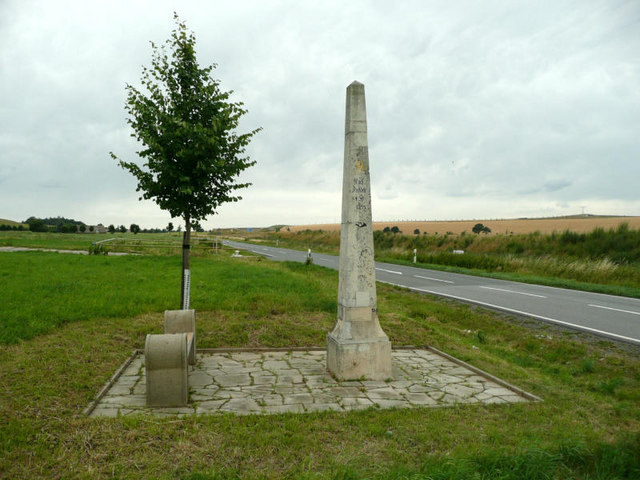
Ganzmeilensäule Nr. 8 nahe Meusegast
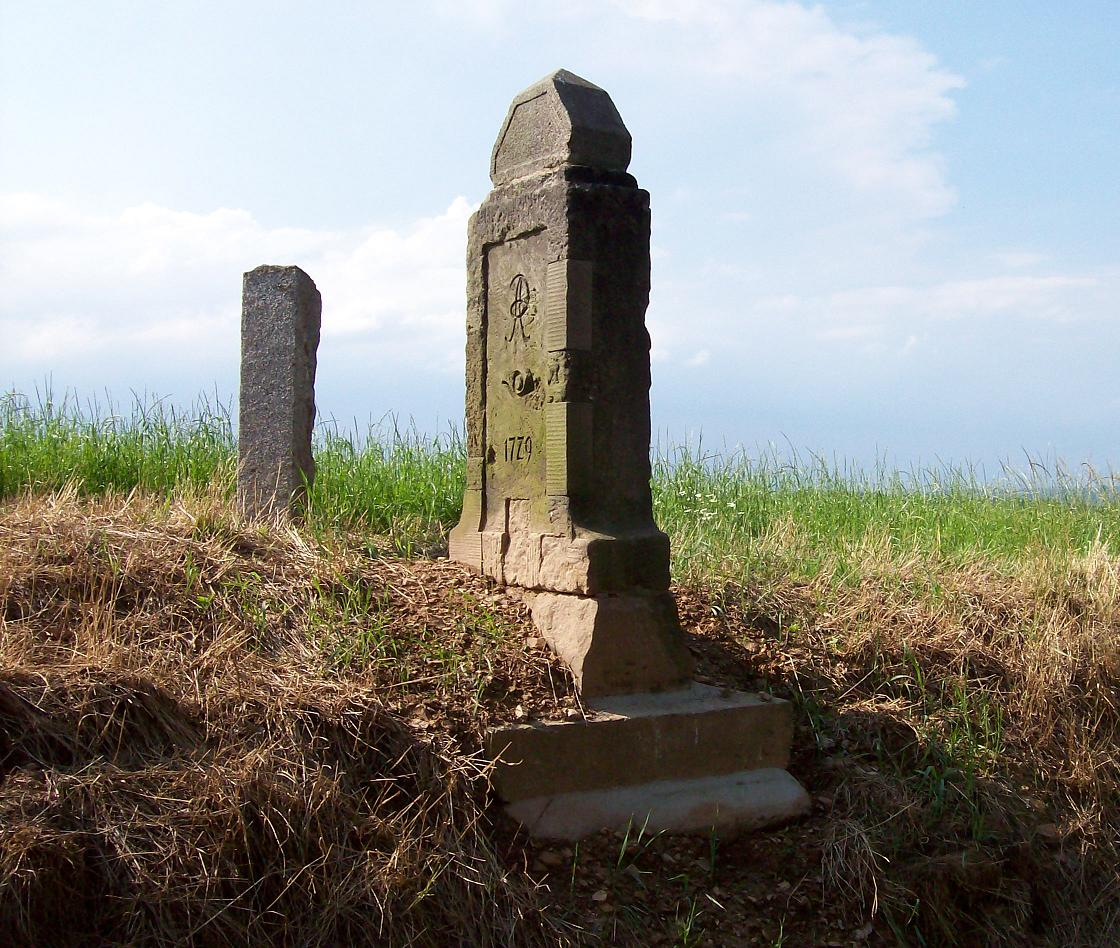
Viertelmeilenstein Nr. 9 nahe Niederseidewitz
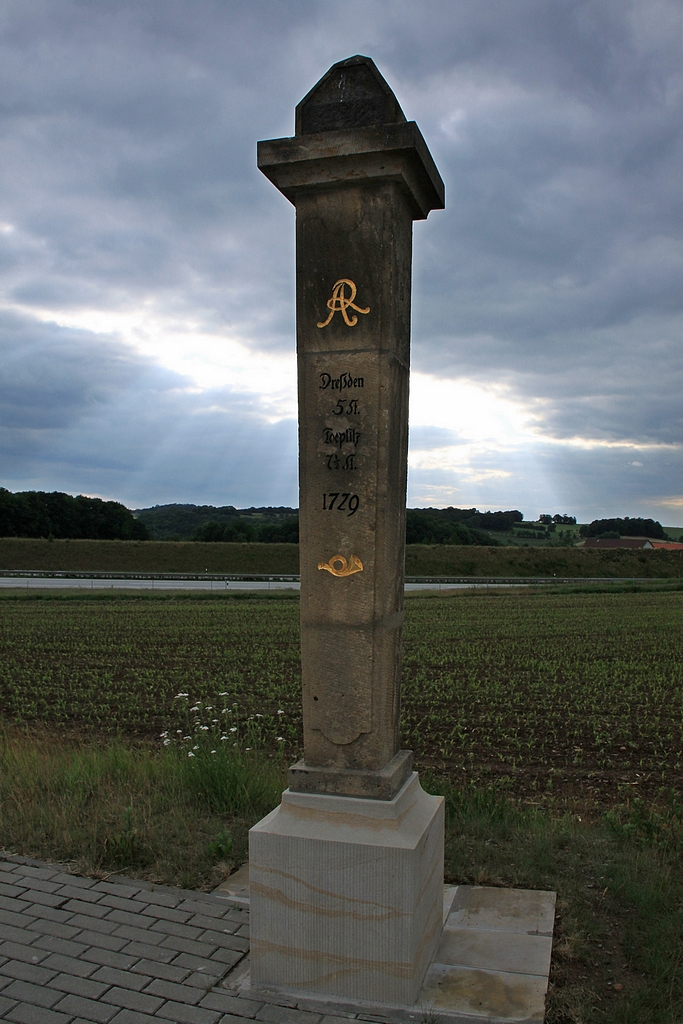
Halbmeilensäule Nr. 10 bei Nentmannsdorf (restauriert und versetzt 2012)

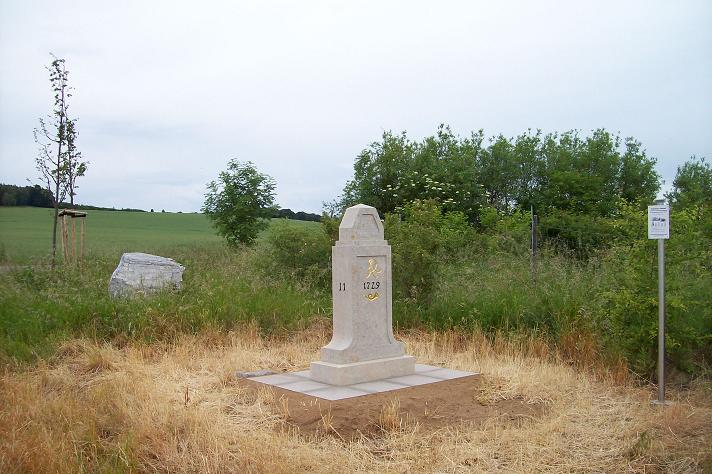
Viertelmeilenstein Nr. 11 nahe Borna-Gersdorf (Nachbildung 2012)
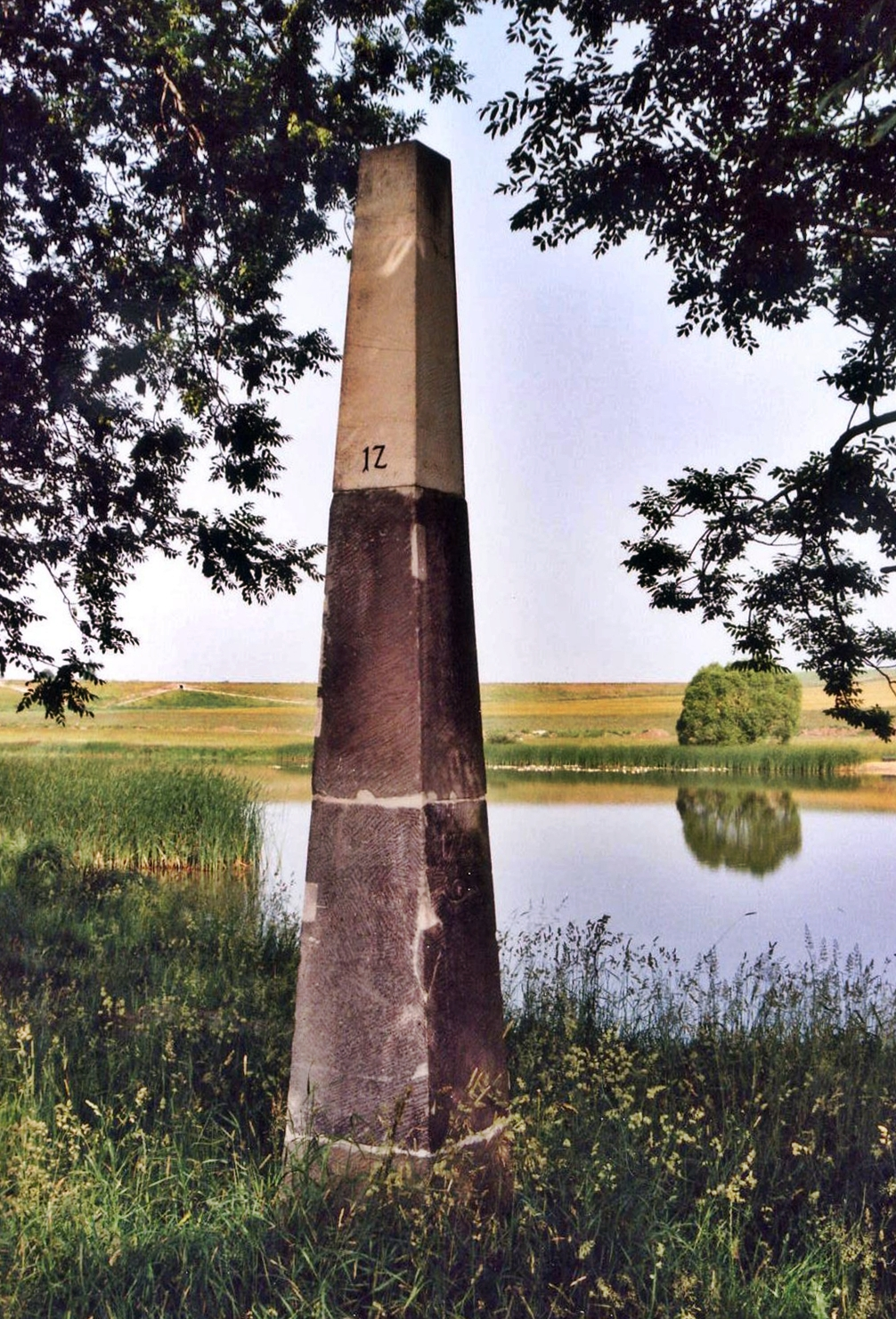
Ganzmeilensäule Nr. 12 am Ehrlichtteich nahe Göppersdorf
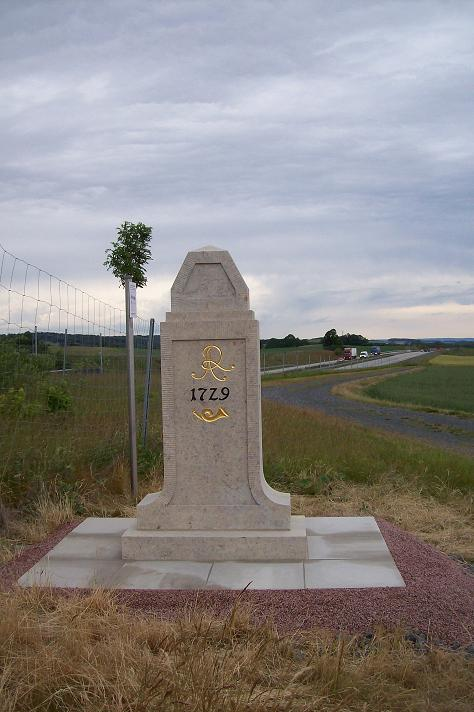
Viertelmeilenstein Nr. 13 bei Göppersdorf-Wingendorf (Nachbildung 2012)
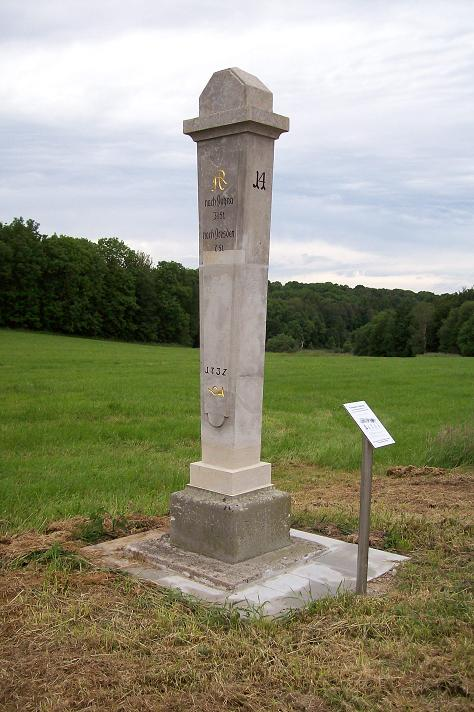
Halbmeilensäule Nr. 14 bei Börnersdorf (restauriert 2012)
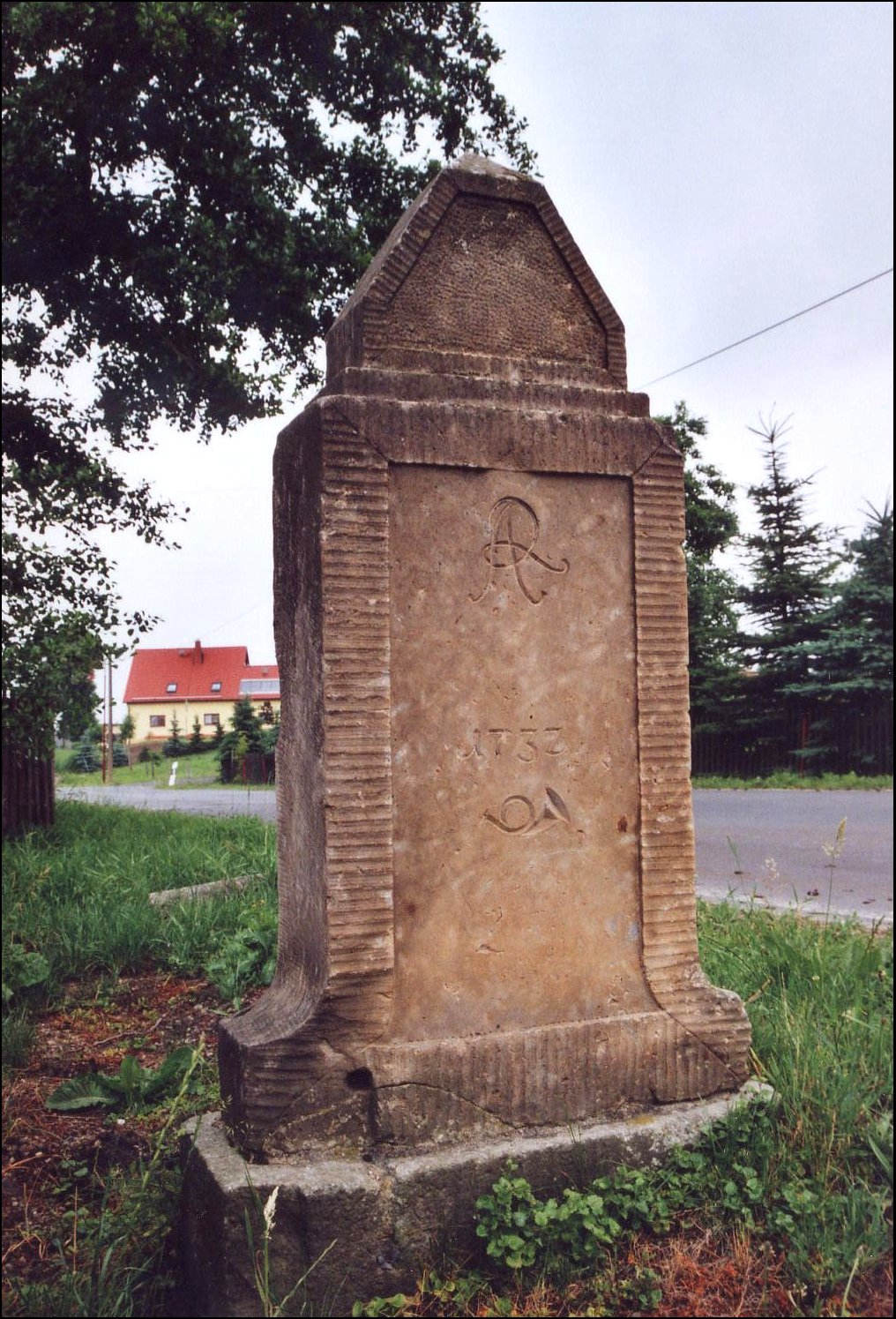
Viertelmeilenstein Nr. 15 in Börnersdorf

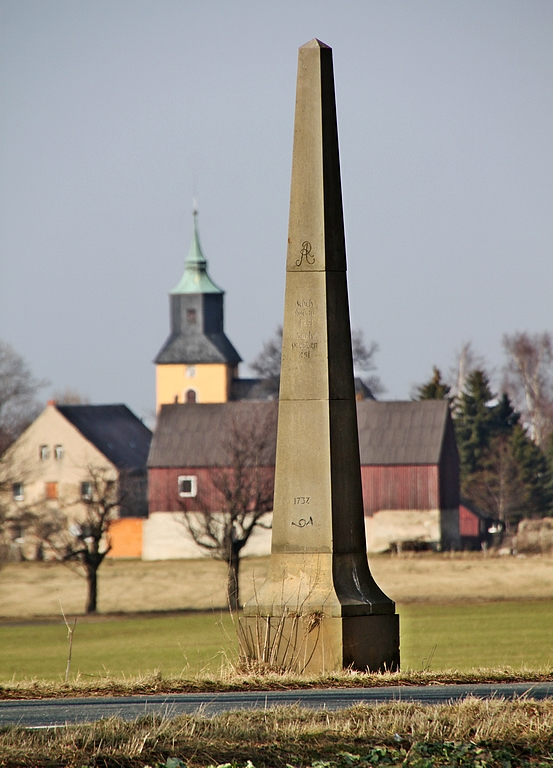
Ganzmeilensäule Nr. 16 nahe Breitenau (Nachbildung)
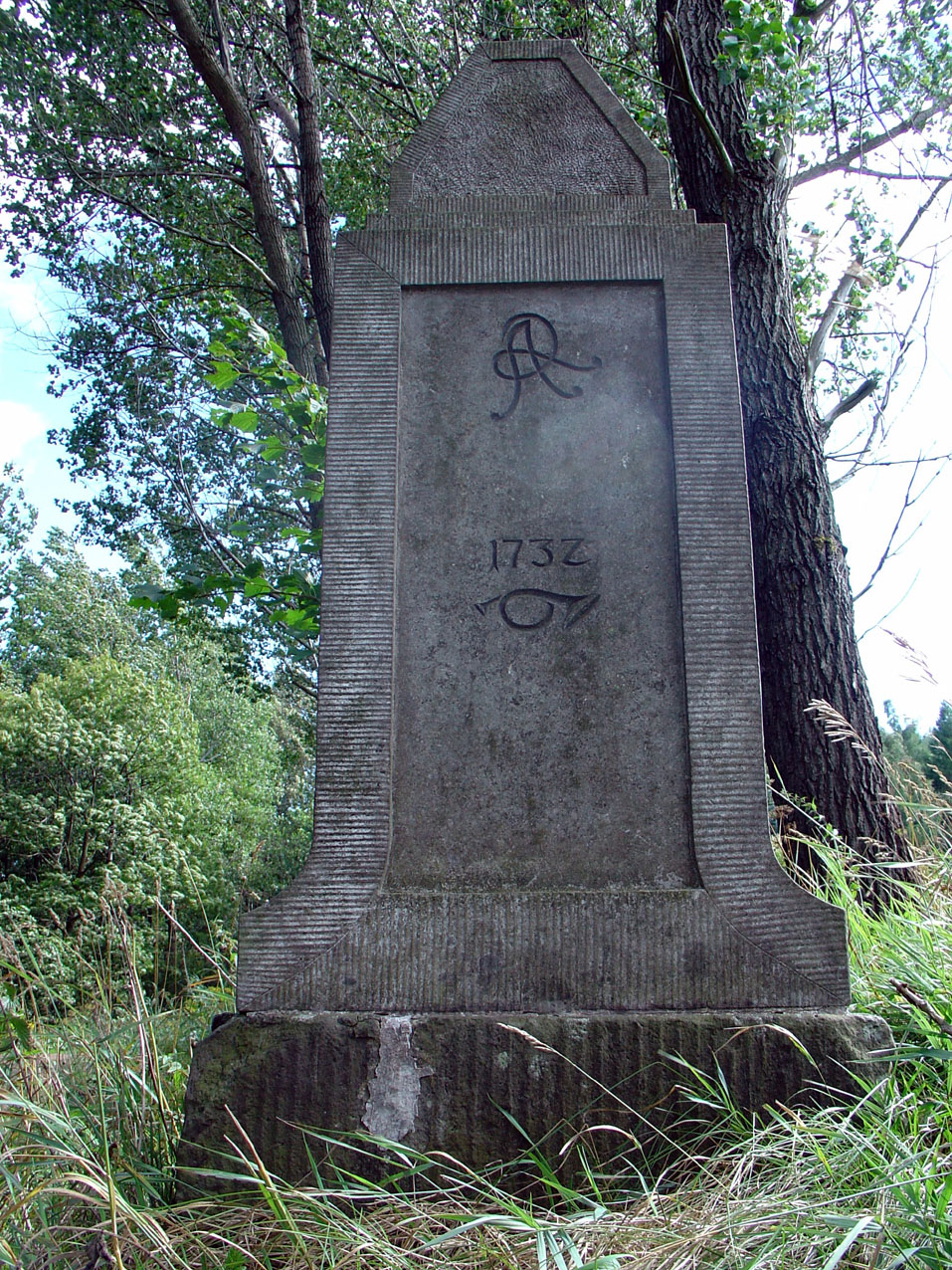
Viertelmeilenstein Nr. 17 mit auf dem Kopf stehendem Posthorn im Harthewald bei Liebenau (Nachbildung)
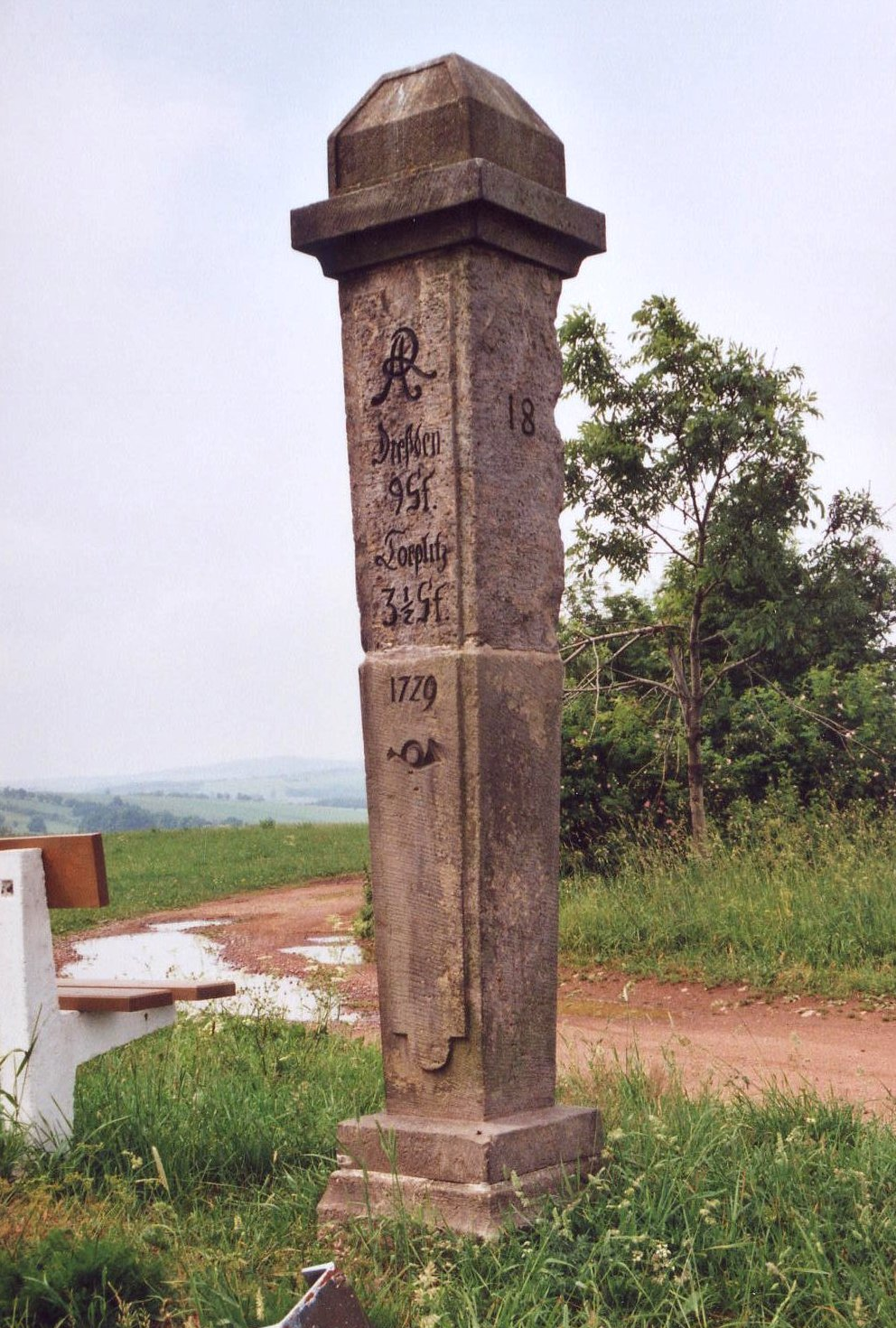
Halbmeilensäule Nr. 18 nahe Fürstenwalde
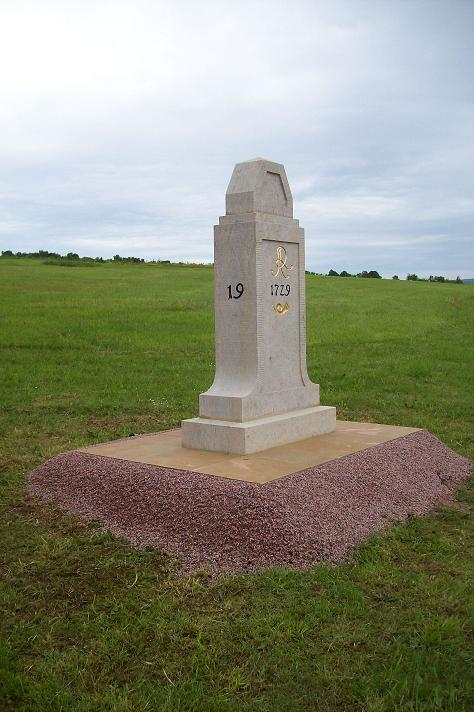
Viertelmeilenstein Nr. 19 in Fürstenwalde (Nachbildung 2012)
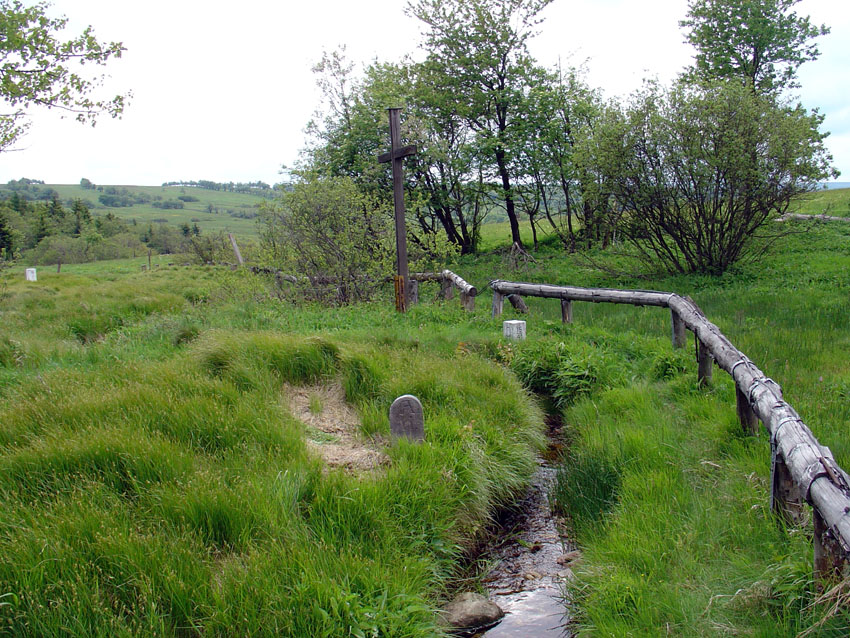
„Schwarzes Kreuz“ am Grenzübergang der Alten Dresden-Teplitzer Poststraße von Sachsen nach Böhmen